# Lucas Cavallini
Lucas Daniel Cavallini (Toronto, 28 de dezembro de 1992), é um futebolista canadense que atua como atacante. Atualmente, joga pelo Puebla.